# Franciszek Wysłouch

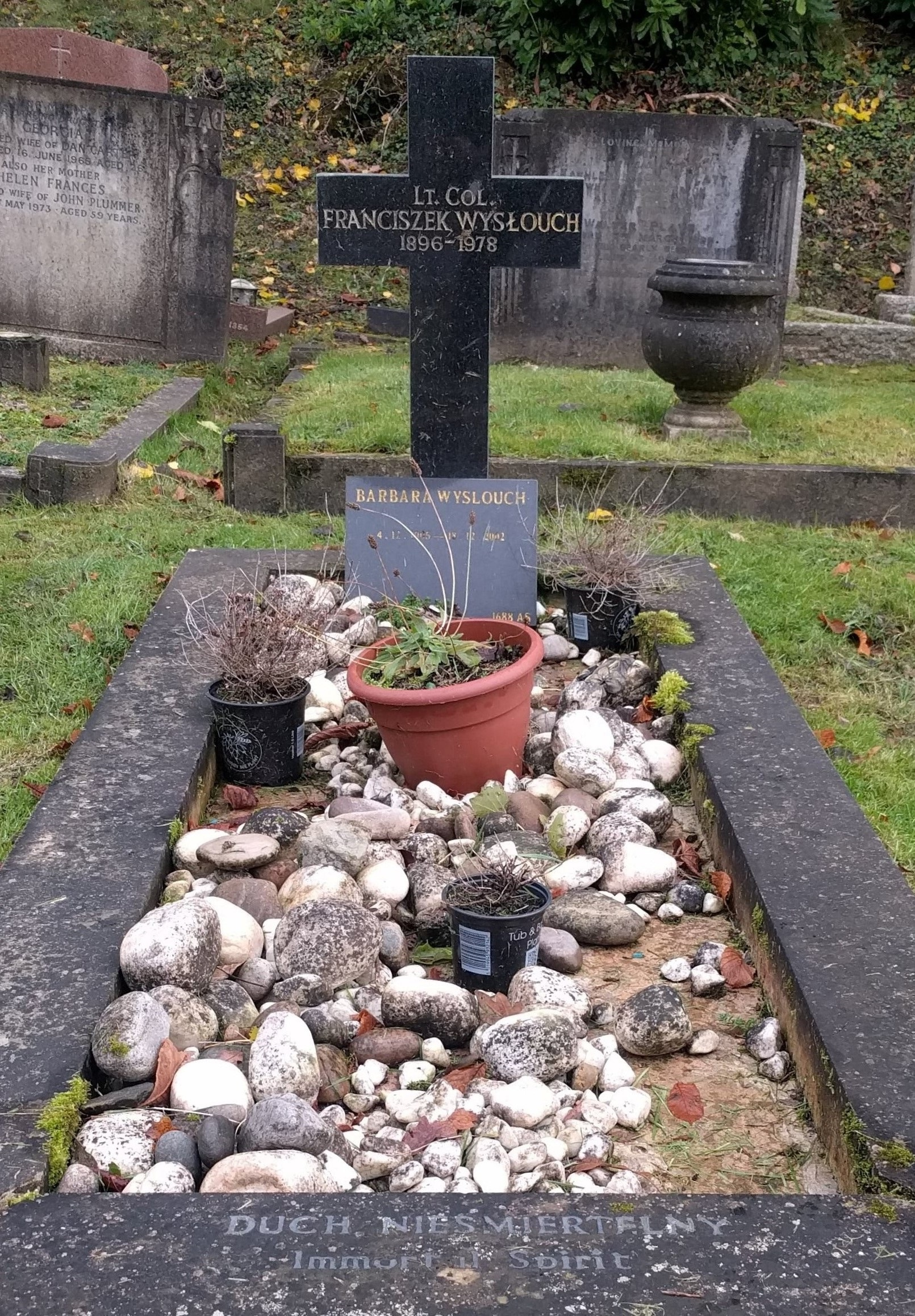
Grób Wysłoucha i jego żony na cmentarzu Putney Vale w Londynie

Franciszek Marian Wysłouch (ur. 26 sierpnia 1896 w Pirkowiczach na Polesiu, zm. 23 marca 1978 w Londynie) – pułkownik dyplomowany piechoty Wojska Polskiego, malarz i pisarz, kawaler Orderu Virtuti Militari.

## Życiorys
Pochodził z polsko-litewskiego rodu szlacheckiego Wysłouchów h. Odyniec. Syn Antoniego Izydora (historyka i filologa klasycznego, posła na Sejm II Rzeczypospolitej) oraz Seweryny ze Skarżyńskich.
Szkołę średnią ukończył w Warszawie, tam też rozpoczął studia malarskie. Za zaangażowanie w ruchu niepodległościowym w 1914 został zesłany przez władze carskie do Wiatki na Syberii. Po ucieczce stamtąd wstąpił do Legionów Polskich; brał również udział w wojnie polsko-bolszewickiej. W wojnie tej walczyli też jego młodsi bracia – Seweryn, Stanisław i Bernard; starszy – Antoni był kapitanem w korpusie gen. Dowbor-Muśnickiego (zginął w bitwie pod Bobrujskiem).
3 maja 1922 roku został zweryfikowany w stopniu porucznika ze starszeństwem z 1 czerwca 1919 roku i 2049. lokatą w korpusie oficerów piechoty, a jego oddziałem macierzystym był 9 Pułk Piechoty Legionów. W listopadzie 1922 roku został przydzielony do Powiatowej Komendy Uzupełnień Kobryń na etatowe stanowisko oficera instrukcyjnego.
2 kwietnia 1929 roku został mianowany kapitanem ze starszeństwem z 1 stycznia 1929 roku i 7. lokatą w korpusie oficerów piechoty. 23 grudnia 1929 roku został powołany do Wyższej Szkoły Wojennej w Warszawie, w charakterze słuchacza Kursu 1929–1931. Z dniem 1 września 1931 roku, po ukończeniu kursu i otrzymaniu dyplomu naukowego oficera dyplomowanego, został przeniesiony do Korpusu Ochrony Pogranicza. Na stopień majora został mianowany ze starszeństwem z 19 marca 1937 roku i 94. lokatą w korpusie oficerów piechoty.
Pracę w wojsku łączył z nieustanną pracą społeczną – harcerstwo, ochronka we własnym domu; był redaktorem miesięcznika „Nasze Okolice”, przeznaczonego dla rolników Polesia i Wileńszczyzny.
W 1939 wziął udział w kampanii wrześniowej; internowany na Łotwie skąd zbiegł do formującego się wojska we Francji. Był dowódcą konwoju statków przewożących broń do Persji, szefem sztabu Ośrodka Zapasowego Armii na Środkowym Wschodzie i kierownikiem wsparcia lotniczego II Korpusu. Uczestnik m.in. bitwy pod Monte Cassino. Od 4 grudnia 1945 do 1947 był dowódcą 12 Wołyńskiego Batalionu Strzelców.
Po wojnie został na emigracji – osiadł w Wielkiej Brytanii. Utrzymywał się z pracy fizycznej. Podpisał list pisarzy polskich na Obczyźnie, solidaryzujących się z sygnatariuszami protestu przeciwko zmianom w Konstytucji Polskiej Rzeczypospolitej Ludowej (List 59). Laureat Nagrody Związku Pisarzy Polskich na Obczyźnie w 1972 roku.
Zmarł 23 marca 1978 w Londynie, gdzie został pochowany.
Był żonaty z Barbarą z Jeżewskich.

## Twórczość
Franciszek Wysłouch jest autorem trzech zbiorów opowiadań które zostały wydane w Londynie przez Polską Fundację Kulturalną. Opowiadania są barwnym i emocjonalnym wspomnieniem dla współczesnych egzotycznego już Polesia.
- 1968 – Opowiadania poleskie
- 1975 – Na ścieżkach Polesia
- 1979 – Echa Polesia

W latach 2012–2013 książki wznowiło wydawnictwo LTW.

## Ordery i odznaczenia
- Krzyż Srebrny Orderu Wojskowego Virtuti Militari nr 5169 – 28 lutego 1922[16][17]
- Krzyż Walecznych[17]
- Złoty Krzyż Zasługi (25 maja 1939)[18]
- Medal Niepodległości (4 lutego 1932)[19]
- Srebrny Krzyż Zasługi (11 listopada 1936)[20]